# Zooville
Zooville est une série télévisée québécoise en 104 épisodes de 15 minutes diffusée entre le 30 juin 2009 et le 21 août 2011 sur Radio-Canada.

## Synopsis
La brigade Zooville, dirigée par Mark Krupa, part à la découverte des espèces animales qui se cachent dans les villes. Au cours de chacun des épisodes, l'équipe tente de répondre à une question concernant un animal et part pour cela en mission...

## Fiche technique
- Animation : Mark Antony Krupa
- Coanimation : Laurie Fortin-Babin, Adrien Bélugou et Alexis Lord-Patton
- Réalisateur-coordonnateur : Mathieu Baer
- Réalisation : Jean-François Fontaine, Pierre Ouimet (saison 1), Charles Martel (saison 2)

## Épisodes

### Première saison (2009)
1. Mission Le Petit Vampire
2. Mission Opération laveur
3. Mission Concerto pour ouaouarons
4. Mission Redorons son blason
5. Mission Pffffffff !
6. Mission L'Oisel de Roy
7. Mission à cinq cents
8. Mission Maîtres chanteurs
9. Mission Marquer les points
10. Mission Ça plane pour toi !
11. Mission Chauve qui peut
12. Mission Mignon comme un crapaud
13. Mission Opération trous de pic
14. Mission L'Aspirateur préhistorique
15. Mission Opération pigeons le pigeon
16. Mission Dur à suivre
17. Mission Opération beurre de pin
18. Mission Nos voisins les cerfs
19. Mission Terrifiant souriceau
20. Mission Au bout du fil
21. Mission Heille, les oreilles
22. Mission 1, 2, 3, escar-got !
23. Mission Éloignons les aiguillons
24. Mission Grizzzzzzzzzli !
25. Mission Hippie colibri !
26. Mission Série noire
27. Mission Siffleurs
28. Mission Hou-hou
29. Mission Tire-toi une bûche
30. Mission Djé-Djé
31. Mission Attention panache !
32. Mission C'est dans la poche
33. Mission Un insecte fort-midable
34. Mission Sur les traces de la loutre
35. Mission Coin-coin
36. Mission Buffet froid... sans chat !
37. Mission Entre chien et loup !
38. Mission Compter les ours
39. Mission Sacrées routardes
40. Mission Rat d'eau
41. Mission Mac goéland
42. Mission Zorro
43. Mission Vive le suisse
44. Mission Objet volant difficile à identifier
45. Mission Petite armure
46. Mission Pas crécerelle, pas hirondelle... cré-ce-relle !
47. Mission Face de rat
48. Mission 1, rue des hirondelles !
49. Mission Minute papillon
50. Mission Espaces vers
51. Mission Détournement de vol
52. Mission Serre-moi la pince !

### Deuxième saison (2010-2011)
1. Mission Dans la jungle New-Yorkaise
2. Mission Suivons le son!
3. Mission Juste sur une patte
4. Mission Bon voisinage !
5. Mission Excrément Dégueu !
6. Mission Un équidé bien équipé
7. Mission Ça grouille là-dedans
8. Mission Gardiens avertis... pour animaux
9. Mission Coquerelles-colocs
10. Mission Mystère chez les butineuses
11. Mission À pas de tortue
12. Mission SOS bébés !
13. Mission Tout en couleurs
14. Mission Sang dessus-dessous
15. Mission Invasion choc
16. Mission Vive la différence !
17. Mission Le titre de l'herbe
18. Mission Fée. Dragon ou hélico
19. Mission À la rescousse des grenouilles
20. Mission Drôle de moineau
21. Mission De la visite envahissante
22. Mission Reptile de ville
23. Mission Le meilleur ami de l'homme... et de l'environnement?
24. Mission Hurububerlu
25. Mission Il a gagné ses épaulettes
26. Mission Excentrique !
27. Mission L'envahisseuse visqueuse
28. Mission Mini char d'assaut
29. Mission À tire d'aile
30. Mission Une vedette à New York
31. Mission Chat vaut la peine de les aider
32. Mission Dindon Juan
33. Mission Garde à vue !
34. Mission Sac à puces
35. Mission Chicot chicot par ci, chicot chicot par là
36. Mission Elles sont parmi nous !
37. Mission Quelle mouche t'a piqué
38. Mission Petit poisson deviendra grand
39. Mission Chevalier en détresse
40. Mission Éteins tes lumières, Toronto
41. Mission Oui allô, les animaux !
42. Mission Des grignoteurs silencieux
43. Mission Danger : Carnivore ?
44. Mission La fabuleuse histoire du monstre de la rivière Magog
45. Mission Oups ! Il était parti !
46. Mission Au bout de la ligne !
47. Mission Gulp !
48. Mission C'est bon signe !
49. Mission C'est brillant !
50. Mission Complètement givré !
51. Mission gros glouton
52. Mission L'insecte fantôme

## Distinctions
- Nominations aux Prix Gémeaux 2010 dans les catégories: Meilleur texte jeunesse, meilleure animation jeunesse, meilleure recherche jeunesse, meilleure réalisation jeunesse: variétés/magazine